# 孫謙 (孫呉)
孫 謙（そん けん、? - 266年）は、中国三国時代の呉の皇族。父は孫和。兄は孫晧・孫徳。弟は孫俊。なお、同名の人物に孫静の五男の孫謙がいる。

## 生涯
孫和の三男として生まれた。幼いときに両親に先立たれ、兄たちと一緒に父の側室であった何姫に育てられた。永安元年（258年）10月、孫休が即位すると、孫謙は永安侯に封ぜられた。
宝鼎元年（266年）10月、孫晧が武昌へ遷都している隙に、永安の山賊の施但が、民衆たちが孫晧の統治に苦しんでいるのに乗じ、数千人の徒党を集めると、孫謙を脅迫して陣営に引き込み、孫謙をひきつれて烏程まで進み、孫和の墓陵にあった楽器や曲蓋を奪い取った。さらに秣陵まで行進し、徒党を1万人余まで脹らませた。施但は孫謙を皇帝に立てようとくわだて、秣陵の手前30里の所に留まると、吉日を選んで、施但は使者を立て、孫謙の命だとして丁固と諸葛靚とに詔を送ったが、諸葛靚はその場で使者を斬った。施但はさらに九里に進んだが、丁固と諸葛靚らが軍を出してこれを迎撃し牛屯で激しく戦った。施但の兵は裸身で鎧甲をつけていなかったので、いざ戦いとなると惨敗し皆ばらばらとなって逃げ去った。孫謙は、侍者もなくひとり馬車の中に坐っていて、そのまま生け捕りにされた。丁固は孫謙を殺すことをはばかって、このことを孫晧に報告したが、孫謙は自害した。一説には、孫晧は孫謙を毒殺し、孫謙の母や息子も殺害したという。